# Michael Diamond
Michael Diamond, más conocido como Alasondro Alegré o Mike D (Harlem, Nueva York 20 de noviembre de 1965), es un músico, baterista y compositor, fundador de la banda Beastie Boys junto con Adam Yauch y Adam Horovitz en 1979.

## Biografía
Michael nació en la ciudad de Nueva York, proveniente de una familia judía de clase media baja. Estudió en el Julia Richman High School, en East Harlem, Manhattan, Nueva York, durante 6 meses. En 1979 fundó la banda The Young Alborigines, a la cual, en 1981, se le uniría Adam Yauch (conocido como MCA) y se le cambiaría el nombre a Beastie Boys. La banda inició tocando country, y después punk hardcore, pero en 1983, con la unión al grupo de Adam Horovitz en 1983, cambiarían su estilo a rap y a hip hop.

## Vida personal
En 1993, Mike se casó con la directora de cine y de televisión Tamra Davis, con la cual tiene dos hijos: Skyler y Davis Diamond, en 2016 Davis y Mike se separaron.